# Josep Joan Sociats Foraster
Josep Joan Sociats Foraster (València, 1825 - Reus 17 d'agost de 1881) va ser director de cant coral i compositor.
Notari de professió, va anar destinat a Reus el 1862 com a actuari del jutjat de primera instància. Molt aficionat a la música i al cant coral, el mateix any de la seva arribada ja era director de la Secció Coral del Centre de Lectura. Va musicar poemes d'autors locals, especialment de Marià Fonts i de Güell i Mercader. Juntament amb Güell i Mercader va fundar l'Álbum de Euterpe, una revista de temàtica musical i literària, que es repartia gratuïtament als assistents als Jardins de l'Euterpe. El 1863 va compondre un himne a Emilio Castelar amb motiu de la seva vinguda a Reus. Va dirigir diverses trobades de Cors de Clavé fetes a Reus i a Tarragona. És autor d'un cant pastoral, Amor, estrenat en el saló de la Societat Filharmònica i després a Barcelona. El 1865 el govern li va concedir el títol de Cavaller de l'Orde d'Isabel la Catòlica. Va ser directiu de la societat El Círcol.